# ماریانو روکه آلونسو
ماریانو روکه آلونسو (به اسپانیایی: Mariano Roque Alonso) شهری در کشور پاراگوئه، ناحیه مرکزی است که جمعیت آن در سرشماری سال ۲۰۰۲ میلادی ۶۵٫۲۲۹ نفر بوده‌است.